# Александру V Коконул
Александру V Коконул або Олександр Князьок (румун. Alexandru Coconul ; помер 26 червня 1632) — був призначений Портою новим Господарем Волощини з 14 серпня 1623, втратив Волоський трон 3 листопада 1627 року. Також був Господарем Молдовського князівства з літа 1629 по 29 квітня 1630.
Був сином Раду Міхні, який також був господар. Його дружиною була Руксандра Беглітзі. Він був останнім з династії Дракулешті з якої походив Влад Дракула. Помер 26 червня 1632 року в Константінополі.
Цілком можливо, що Раду Йоан бей був його незаконним сином, проте ніяких документів немає на підтвердження що він законний спадкоємиць.